# Dogcart

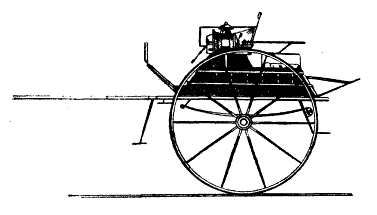
Exemplo de um dogcart.

Um dogcart (do inglês dog = "cão" + cart = "carroça", "carroça de cão"), ou docar, é uma pequena viatura puxada por um cavalo, com duas rodas altas e equipado com uma cesta para acomodar os cães de caça. Esta carruagem foi inventada na Grã-Bretanha.